# 青稜中学校・高等学校
青稜中学校・高等学校（せいりょう ちゅうがっこう・こうとうがっこう）とは、東京都品川区二葉に所在し、中高一貫教育を提供する私立中学校・高等学校。
高等学校において、中学校から入学した内部進学の生徒と高等学校から入学した外部進学の生徒との間で、第2学年から混合してクラスを編成する併設混合型中高一貫校。

## 沿革
- 1938年 - 青田瀧藏氏により，多年に亘る実業界並びに育英の経験に鑑み女子の商業実務教育の必要を痛感し，青蘭女子商業学校を現在地品川区二葉町に設立する。
- 1943年 - 周囲の要望にこたえ女子商業学校を高等女学校に変更する。社会に出て役立つ女性，自活能力ある女性の育成という当初の目的に変更はない。
- 1947年 - 学制改革により，青蘭学院高等学校(普通料，商業料)および青蘭学院中学校とする。中学校，高等学校を通じた女子の一貫教育により，新社会の要求する女子の育成および高等学校の商業科を充実することにより，本校建学の方針が一層強く進められることとなる。同時に定時制高等学校を併設して働きなから学ぶ青少年の教育を行い，創立者青田瀧藏氏の理想が一層果たされることとなる。
- 1953年 - 設立者青田瀧藏氏は理事長として施設の充実にその他経営に専念するため第2代目校長に青田幸夫氏が競任する。
- 1957年 - 木造校舎1棟を増築し特別教室、図書室を拡充する。
- 1961年 - 鉄筋校舎第2期工事約1220㎡を完成する。
- 1962年 - 鉄筋校舎第3期工事約860㎡を完成する。
- 1964年 - 第4期工事約1485㎡を完成する。
- 1967年 - 青蘭学院中学校が生徒減少のため休校となる。
- 1970年 - 体育館(554㎡)を完成する。
- 1971年 - 創立者背田瀧藏氏永眠。
- 1981年 - 小体育館(165㎡)を完成する。
- 1988年 - 創立50周年を迎え，記念式典・記念誌発行などを行う。
- 1989年 - 36年余に亘り校長をつとめた青田幸夫校長永眠。同年に3代目校長に吉田盛氏が就任する。
- 1991年 - 吉田盛氏が退職する。同年に第4代目校長に山岡喜久男氏が就任する。
- 1992年 - 青蘭学院中学校を再開する。
- 1994年 - 高校商業科募集停止，普通科のみとなる。同年に山岡喜久男氏が退職する。第5代目校長永井好弘氏が就任する。
- 1995年 - 体育館，特別教室棟を完成する。同年に校名を青稜中学校・青稜高等学校に改称し、中学校において男女の募集を行い，中高一貫・男女共学校としてのスタートを切る。
- 1997年 - 高等学校を男女共学化[2]する。同年に永井好弘氏が退職。第6代目校長に小林寛氏が就任する。
- 1999年 - 1号館耐震補強工事完成する。
- 2004年 - 小林實氏が退職する。同年に第7代目校長に吉村睦人氏が就任する。
- 2009年 - 吉村睦人氏が退職する。同年に第8代目校長に下山晃氏が就任する。
- 2013年 - 下山晃氏が退職する。同年に第9代目校長に小林汎氏が就任する。
- 2014年 - 小林汎氏が退職する。同年に第10代目校長に平野敏政氏が就任する。新校舎竣工。新校舎竣工祝賀会が開かれる。
- 2018年 - 学習塾TOMASと連携し、放課後自習施設Sラボ運用開始
- 2020年 - 平野敏政氏が退職する。同年に第11代目校長に青田泰明氏が就任する。同年に制服変更（デザインはファッションデザイナーの藤原ヒロシが手掛けた）

## 交通
- 東急大井町線下神明駅 徒歩1分
- JR京浜東北線・東京臨海高速鉄道りんかい線・東急大井町線大井町駅 徒歩7分
- JR横須賀線・湘南新宿ライン西大井駅 徒歩10分
- JR山手線・埼京線・湘南新宿ライン大崎駅 徒歩15分

## 体育祭・学園祭
6月中旬に体育祭、9月中旬に「青稜祭」（文化祭）が開催される。体育祭は2015年度より中高別で行われている。体育祭の開催場所は主に京王電鉄京王線の飛田給駅から徒歩5分程度にある、京王アリーナTOKYO（旧武蔵野の森総合スポーツプラザ）で行われる。（2025年は当会場で行われた。）また、2023年度現在青稜祭は2日間行われ、土曜日は内部公開（学校関係者のみ）、日曜日は外部公開（一般公開）となっている。

## その他
- 2018年に行われた首都圏284の学習塾関係者へのアンケートによる「入学時の偏差値に比べ、大学合格実績が高い中高一貫校」ランキングにおいて2位に選出された[3]。

## 学校関係者

### 校長
- 青田瀧藏 - 初代
- 青田幸夫 - 2代目
- 吉田盛次 - 3代目
- 山岡喜久男 - 4代目
- 永井好弘 - 5代目
- 小林實 - 6代目
- 吉村睦人 - 7代目
- 下山晃 - 8代目
- 小林汎 - 9代目
- 平野敏政 - 10代目
- 青田泰明 - 11代目

### 卒業生
- 佐野和真 - 俳優
- 河出奈都美 - 日本テレビアナウンサー
- 根本和也 - 元独立リーグ野球選手
- 岡田可愛 - 元女優、タレント
- 岡田亮輔 - 俳優
- SANTOS ANNA - Bon-Bon Blanco、歌手（中学）
- 富永勇也 - 俳優
- イノウエケンイチ - 長靴をはいた猫 (バンド)、ミュージシャン
- にゃんぞぬデシ - シンガーソングライター、ミュージシャン
- 小山セリノ - 元歌手、元タレント

### 教員
- 吉村睦人（元校長）
- 柴田光太郎（英語教師）